# کیتی شوور
کیتی شوور (انگلیسی: Kathy Shower؛ زادهٔ ۸ مارس ۱۹۵۳) یک هنرپیشه اهل ایالات متحده آمریکا است. 